# Otto Wilhelm Hermann von Abich
Otto Wilhelm Hermann von Abich (Berlim, 11 de dezembro de 1806 – Viena, 11 de julho de 1886) foi um mineralogista, geólogo e botânico alemão.

## Vida e obra
Em 1842 foi nomeado professor de mineralogia na Universidade de Dorpat (Tartu). Os seus estudos centraram-se na geologia e na mineralogia do Cáucaso.
O mineral abichite (ou clinoclase) tem o seu nome. Ele inventou o Abicb, um pequeno almofariz utilizado em mineralogia.

## Principais publicações
- Vues illustratives de quelques phenomenes geologiques, prises sur le Vesuve et l'Etna, pendant les annees 1833 et 1834. Berlim, 1836.
- Ueber die Natur und den Zusammenhang der vulcanischen Bildungen. Brunswick, 1841.
- Geologische Forschungen in den Kaukasischen Ländern. 3 vols. Viena, 1878, 1882 e 1887.